# Kangwon (Cộng hòa Dân chủ Nhân dân Triều Tiên)
Kangwŏn (Kangwŏn-do, Giang Nguyên đạo) là một tỉnh của Cộng hòa Dân chủ Nhân dân Triều Tiên, Tỉnh lị là Wŏnsan. Trước khi phân chia Triều Tiên vào năm 1945, Kangwŏn và tỉnh Gangwon của Hàn Quốc vốn là một tỉnh duy nhất (cách viết tên tỉnh khác nhau là do khác biệt trong hệ thống phiên âm của 2 miền) ngoại trừ Wŏnsan.

## Lịch sử
Kangwŏn là một trong Bát Đạo trong triều đại Joseon. Tỉnh này được thành lập năm 1395 và lấy tên từ tên của các thành phố chính là Gangneung (hay Kangnŭng; tiếng Hàn: 강릉; Hanja: 江陵) và thủ phủ Wonju (or Wŏnju; 원주; 原州).
Năm 1895, Bát Đạo bị bãi bỏ, Gangwon-do được chuyển thành các huyện Chuncheon (Chuncheon-bu; 춘천부; 春川府, Hán Việt: Xuân Xuyên phủ) ở phía tây và Gangneung (Gangneung-bu; 강릉부; 江陵府, Hán Việt: Giang Lăng phủ) ở phía đông.  (Wonju đã trở thành một phần của Chungju.)  Trong thời kỳ Nhật Bản đô hộ Triều Tiên từ năm 1910 đến năm 1945, tỉnh này được gọi là Kōgen-dō.
Năm 1896, Triều Tiên được chia lại thành mười ba tỉnh, và hai huyện được sáp nhập để tái lập tỉnh Kangwŏn. Mặc dù Wonju đã sáp nhập lại tỉnh Kangwŏn, nhưng thủ phủ của tỉnh đã được chuyển đến Chuncheon.
Năm 1945, tỉnh Kangwŏn (cùng với phần còn lại của Bán đảo Triều Tiên) bị chia cắt bởi vĩ tuyến 38 bắc vào năm 1945 thành các khu vực do Liên Xô và Mỹ chiếm đóng ở phía nam và phía bắc. Năm 1946, nữa phía bắc của tỉnh được mở rộng khi một phần tỉnh Gyeonggi thuộc Bắc Triều Tiên và khu vực xung quanh Wŏnsan thuộc tỉnh Hamgyŏng Nam được thêm vào. Thủ phủ của phần thuộc Bắc Triều Tiên được đặt tại Wŏnsan, vì cả hai thủ phủ truyền thống của Kangwŏn là Wonju và Chuncheon đều nằm ở phía nam vĩ tuyến 38. Năm 1948, tỉnh này trở thành một phần của Cộng hòa Dân chủ Nhân dân Triều Tiên mới. Theo Hiệp định Đình chiến Chiến tranh Triều Tiên năm 1953, ranh giới giữa phần lãnh thổ Bắc Triều Tiên và Hàn Quốc của tỉnh đã được dịch chuyển về phía bắc đến Đường Phân định Quân sự.
Năm 2002, Khu Du lịch Núi Kumgang được tách ra khỏi phần còn lại của tỉnh để thành lập một khu vực quản lý riêng biệt. Tuy nhiên, vào tháng 1 năm 2024, sau khi khẳng định việc thống nhất là bất khả thi và tuyên bố Hàn Quốc là một quốc gia thù địch, Triều Tiên tuyên bố sẽ đóng cửa Cục Quản lý Du lịch Quốc tế Núi Kumgang.

## Địa lý
Kangwon có ranh giới với Hamgyŏng Nam ở phía bắc, P'yŏngan Nam và Hwanghae Bắc ở phái tây, và Kaesŏng ở phía nam. Ngoài ra, bên kia Khu phi quân sự Triều Tiên là tỉnh tự trị đặc biệt Gangwon của Hàn Quốc. Phía đông là Biển Nhật Bản. Địa hình tỉnh chủ yếu là Dãy núi T'aebaek, đỉnh cao nhất là Kŭmgang-san ("Kim Cương sơn").
Tỉnh Kangwon và Gangwon được gọi chung là vùng Gwandong.  Khu vực phía tây dãy núi Taebaek được gọi là Yŏngsŏ, trong khi khu vực phía đông dãy núi được gọi là Yŏngdong.
Vào tháng 4 năm 2003, Khu bảo tồn Thực vật Núi Chuae được thành lập. Khu bảo tồn rộng 687 ha và nằm ở Shindong-ri, huyện Sepo, và Sanyang-ri, huyện Kosan. Núi Chuae cao 1.528 mét so với mực nước biển và là một phần của dãy núi Masingnyong. Liên minh Bảo tồn Thiên nhiên CHDCND Triều Tiên đang nỗ lực bảo tồn các khu rừng hỗn giao thông và cây lá rộng. Quyết định cấp Nội các CHDCND Triều Tiên đã cấm chăn thả gia súc, khai thác tài nguyên thực vật và các hành vi gây hại môi trường khác.

## Hành chính
Kangwŏn được chia thành 2 thành phố (si), 1 đặc khu hành chính, và 15 huyện (kun).

### Thành phố

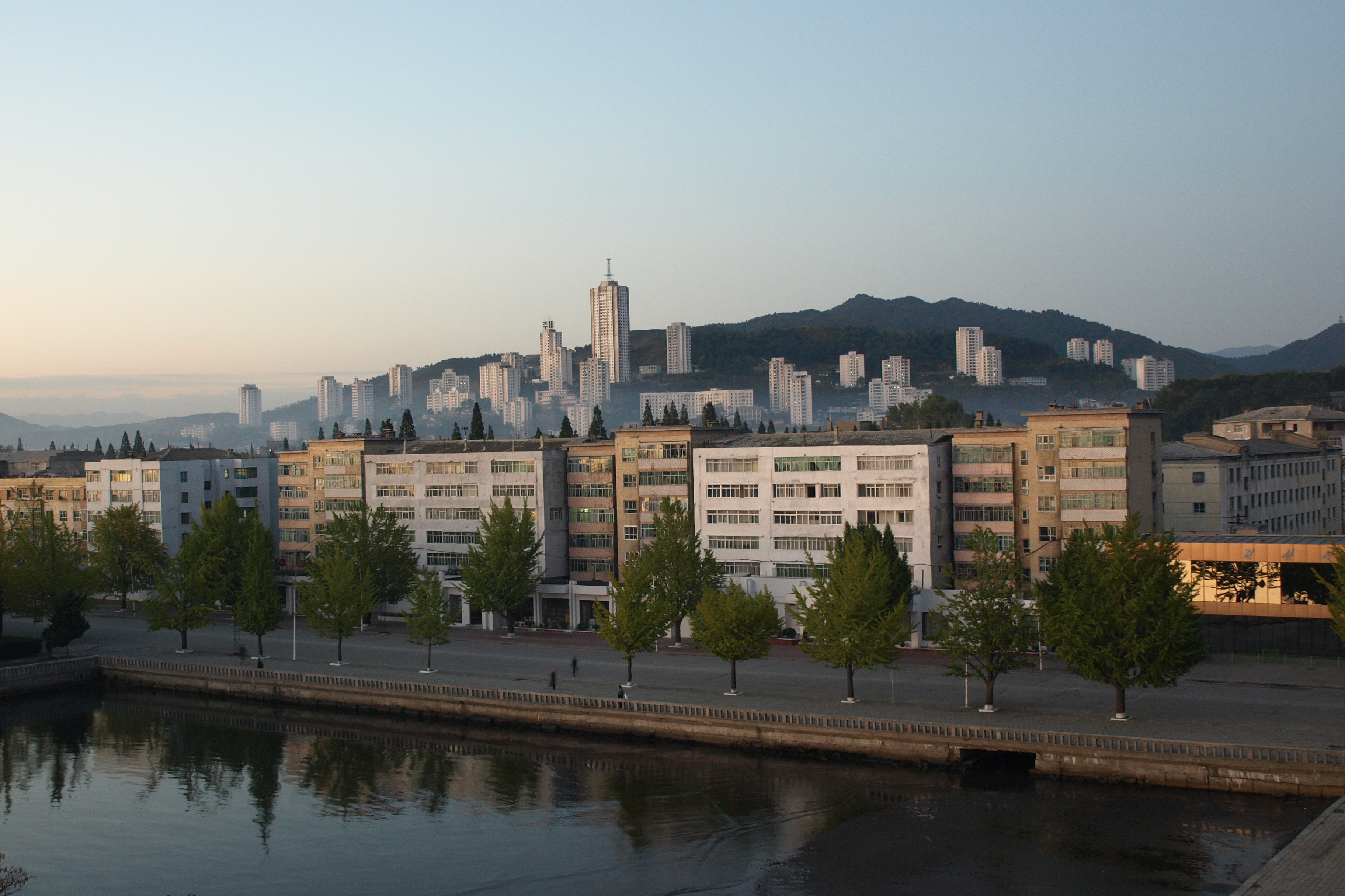
Wonsan

- Munchŏn (문천시; 文川市; Văn Xuyên thị)
- Wŏnsan (원산시; 元山市; Nguyên Sơn thị)

### Đặc khu hành chính
- Vùng du lịch Núi Kim Cương (금강산 관광 지구; 金剛山觀光地區)

### Huyện
- Anbyŏn (안변군; 安邊郡; An Biên quận)
- Ch'angdo (창도군; 昌道郡; Xương Đạo quận)
- Ch'ŏrwŏn (철원군; 鐵原郡; Thiết Nguyên quận)
- Ch'ŏnnae (천내군; 川內郡; Xuyên Nội quận)
- Hoeyang (회양군; 淮陽郡; Hoài Dương quận)
- Ichŏn (이천군; 伊川郡; Y Xuyên quận)
- Kimhwa (김화군; 金化郡; Kim Hóa quận)
- Kosan (고산군; 高山郡; Cao Sơn quận)
- Kosŏng (고성군; 高城郡; Cao Thành quận)
- Kŭmgang (금강군; 金剛郡; Kim Cương quận)
- P'an'gyo (판교군; 板橋郡; Bản Kiều quận)
- Pŏptong (법동군; 法洞郡; Pháp Động quận)
- P'yŏnggang (평강군; 平康郡; Bình Khang quận)
- Sep'o (세포군; 洗浦郡; Tẩy Phố quận)
- T'ongch'ŏn (통천군; 通川郡; Thông Xuyên quận)